# Lactura suffusa
Lactura suffusa is een vlinder uit de familie van de Lacturidae. De wetenschappelijke naam van de soort is voor het eerst geldig gepubliceerd in 1854 door Walker.